# One Life (album)

One Life est le titre d'un album du chanteur sud-africain Johnny Clegg sorti en 2006. L'album est produit par Renaud et Claude Six.
Toutes les chansons ont été écrites et composée par Johnny Clegg, mis à part Faut Pas Baisser les Bras, dont les paroles sont de Claude Six et Johnny Clegg, et l'intro de Thamela, qui est un thème traditionnel.

## Liste des pistes
1. Daughter of Eden
2. Jongosi
3. Makhabeleni
4. Thamela-Die Son Trek Water
5. The Revolution Will Eat Its Children Anthem for Uncle Bob (la chanson fait référence plus particulièrement à Robert Mugabe, président du Zimbabwe et plus génériquement aux dirigeants africains qui s'accrochent au pouvoir)
6. Utshani Obulele (« Proverbe Zoulou :  La vieille herbe sèche est faite jeune, verte et neuve juste par le feu. Cela signifie que des expériences souvent dures et difficiles dans votre vie vous font confronter et vous réinventer vous donnant une nouvelle perspective. Nous apprenons certaines de nos leçons les plus profondes par la douleur. » Johnny Clegg)
7. Faut Pas Baisser Les Bras
8. Devana (« C'est une chanson à propos des jeunes hommes qui sentaient qu'il avait été rabaissés pendant trop longtemps par un groupe d'hommes plus vieux avec des petites moustaches. C'est une chanson sur les jeunes hommes qui veulent atteindre le respect total et le statut de guerriers. » Johnny Clegg)
9. Bull Heart
10. Day In The Life
11. Boy Soldier
12. Touch The Sun (chanson écrite en mémoire de sa sœur décédée en 2003)
13. 4 Box Square (« Le tourisme peut être génial. Mais le dessous est que quand vous décollez loin de la maison vers un endroit dans lequel vous luttez pour comprendre pourquoi les gens n'ont jamais décidé de vivre là... » Johnny Clegg)
14. I Don't Want To Be Away
15. Locked And Loaded
16. Utshani Obulele (Zulu version)

## Liens
- Ressource relative à la musique :   - MusicBrainz (groupes de sorties)